# Vanze
Vanze is een plaats (frazione) in de Italiaanse gemeente Vernole.